# إبراهيما قاييه
ابراهيما قاييه (بالفرنسية: Ibrahima Gueye)‏ (19 فبراير 1978 في السنغال - ) هو لاعب كرة قدم سنغالي في مركز الدفاع. شارك مع منتخب السنغال لكرة القدم. أما مع النوادي، فقد لعب مع النادي الأهلي والنجم الأحمر بلغراد ورادنيتشكي نيش وسامسون سبور وسسكا صوفيا ونادي اتحاد دوانس ونادي لوكيرين وDakar UC ‏.

## روابط خارجية
- إبراهيما قاييه على موقع اتحاد تركيا (لاعب) (الإنجليزية)
- إبراهيما قاييه على موقع قاعدة بيانات كرة القدم.إي يو (الإنجليزية)
- إبراهيما قاييه على موقع Soccerbase.com (لاعب) (الإنجليزية)
- إبراهيما قاييه على موقع عالم كرة القدم.نت (الإنجليزية)